# 2018 год в Азербайджане
В этой статье приведены события, произошедшие в 2018 году в Азербайджане.
- Год Азербайджанской Демократической Республики[1]
- Нахичевань объявлена столицей исламской культуры[2]

## Февраль
- 9 февраля — Учреждение Азербайджанского института теологии[3]

## Март
- 14 марта — Начато внедрение электронного правительства[4]
- 15—17 марта — VI Глобальный Бакинский форум[5]
- 7—14 марта — V Международный фестиваль «Мир Мугама»

## Апрель
- 5 апреля — Открытие конференции министров Движения неприсоединения[6]
- 9 апреля — Президентские выборы в Азербайджане (2018)[7]
- 18 апреля — Инаугурация президента Азербайджанской Республики[8]
- 21 апреля — Утверждение нового состава Кабинета Министров Азербайджанской Республики[9]
- 27 — 29 апреля — Гран-при Азербайджана 2018 года[10]

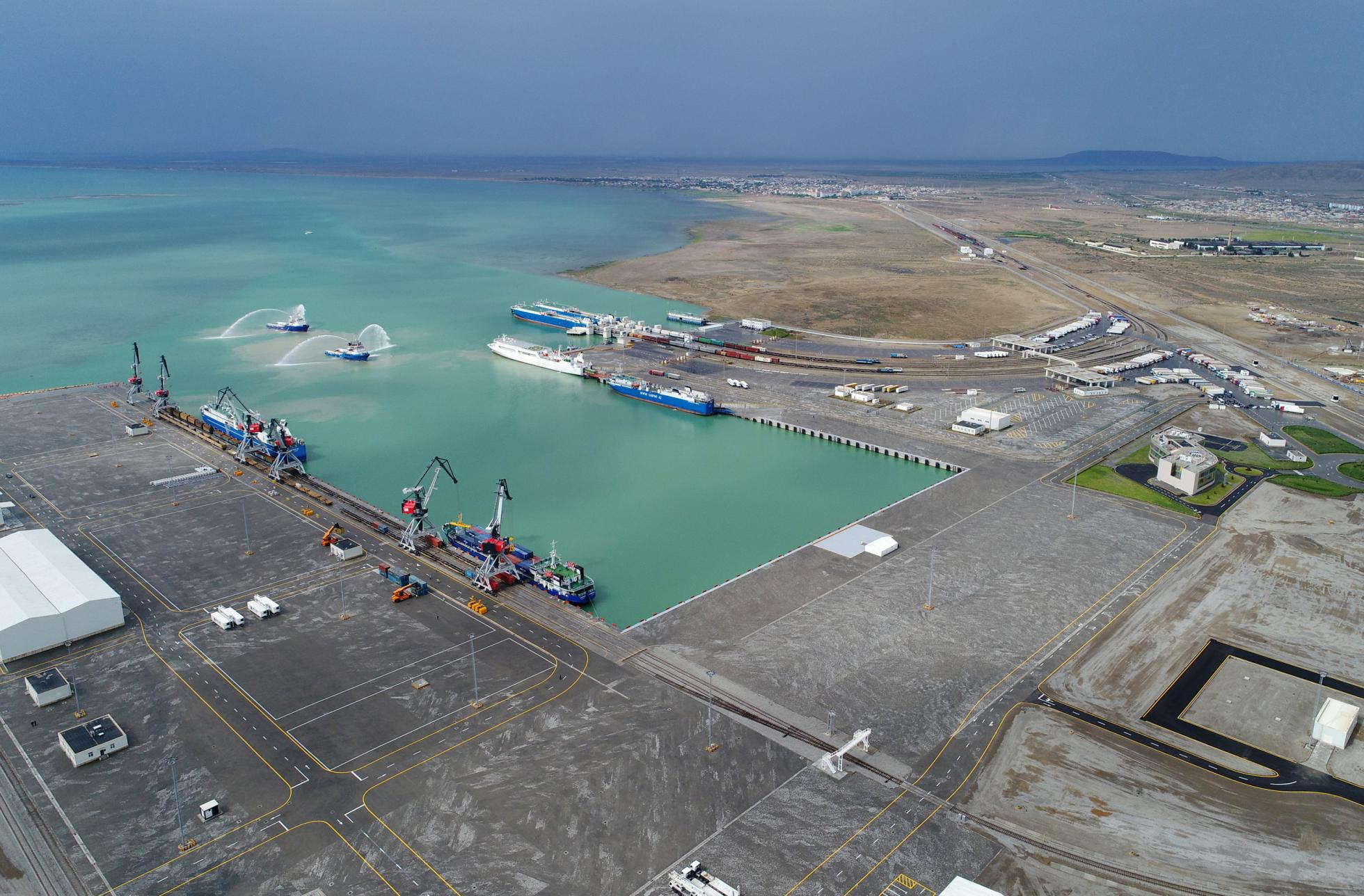
Новый порт Алят Май 2018

## Май
- 14 мая — Открыт Новый порт Алят[11]
- 28 мая — 100-летие Азербайджанской Демократической Республики
- 29 мая — Открытие Южного газового коридора[12]

## Июнь
- 5 июня — Церемония открытия чемпионата мира по велоспорту BMX[13]
- 12 июня — Ввод в эксплуатацию Трансанатолийского газопровода
- 26 июня — Парад по случаю 100-летия Вооружённых сил Азербайджана[14]

## Июль
- 3 июля — Авария в энергосистеме Азербайджана
- 18 июля — Открыт полипропиленовый завод «SOCAR Polymer»[15][16]

## Август
- 12 августа — Подписана конвенция о правовом статусе Каспийского моря[17][18]

## Сентябрь
- 15 сентября — Парад по случаю 100-летия освобождения Баку[19]
- 21 сентября — Заседание, посвящённое 100-летию Азербайджанского парламента[20]
- 20—27 сентября — В Баку провеждён чемпионат мира по дзюдо 2018[21]
- 25 сентября — Запущен спутник Azerspace-2[22][23]

## Октябрь
- 25—26 октября — VI Бакинский международный гуманитарный форум[24]

## Ноябрь
- 1 ноября — Численность населения составила 9 967 730 чел[25]
- 15 ноября — Обнаружение следов древнейшей игры Бронзового века возрастом примерно в 4 тыс.лет[26]

## В литературе
- 5 сентября — «Парижский архив. 1919-1940» Топчибашев, Алимардан-бек. 4 книга[27]

## В спорте
- 18—28 апреля — 5-й Мемориал Гашимова

## Умерли
- 16 марта — Беюкага Гаджиев, футболист, футбольный тренер[28]
- 8 ноября — Амалия Панахова, актриса[29][30]